# Аянське сільське поселення
Ая́нське сільське поселення (рос. Аянское сельское поселение) — сільське поселення у складі Аяно-Майського району Хабаровського краю Росії.
Адміністративний центр — село Аян.

## Населення
Населення сільського поселення становить 817 осіб (2019; 967 у 2010, 1326 у 2002).

## Історія
Сільське поселення утворене 30 червня 2004 року, до цього усі населені пункти перебували у прямому підпорядкуванні району.

## Склад
До складу сільського поселення входять:
| Населений пункт         | Населення, осіб (2002) | Населення, осіб (2010) |
| ----------------------- | ---------------------- | ---------------------- |
| Аян, село               | 1325                   | 967                    |
| Алдома, населений пункт | 1                      | 0                      |